# Víceprošlupní tkací stroj
Víceprošlupní tkací stroj (angl.: multiphase weaving loom, něm.: Wellenfach-Webmaschine)  je zařízení, na kterém je proces tkaní rozdělen do několika fází. Oproti konvenčním tkacím strojům s jednorázovým zatkáváním útku se dá na víceprošlupním principu dosáhnout několikanásobné zvýšení výkonu stroje. 
U víceprošlupních strojů se obvykle rozlišují tři druhy: rovinné, bubnové a kruhové

## Princip tkaní na víceprošlupních strojích

### Rovinný víceprošlupní stroj
Jednotlivé sekce s tkacími listy o šířce 100-200 mm jsou seřazené vedle sebe po celé šířce stroje a pohybují se schodovitě tak, aby vytvořily prošlupy v časovém sledu odpovídajícím průchodu útkové niti. 
Útek se prohazuje prošlupem s pomocí několika (1-20) miniaturních člunků (zanášečů) s cívečkou, na které je navinuta přesně odměřená délka niti odpovídající pracovní šířce stroje (cca 200-350 cm).  Útková nit se navíjí na soukacích ústrojích, ke kterým se vrací zanášeče okamžitě po vyprázdnění.
Paprsek přiráží útek rovněž odděleně v jednotlivých sekcích, u některých konstrukcí se pohyb třtin paprsku využívá k pohonu zanášeče útku. 
Na rovinných strojích se dá dosáhnout (např. na československém stroji KONTIS) rychlost zanášení útku do 3000 m/min. (údaje z roku 2010). 

### Bubnový víceprošlupní stroj
(Sulzer M8300) 
Celou pracovní šířkou stroje probíhá otáčivý buben, na kterém je umístěno ve směru průchodu útku 12 kompletních prošlupních zařízení s příslušnými paprsky.
Osnovní niti se přivádějí kolmo ke tkacím listům tak, že se na čtyřech zařízeních naráz může tvořit prošlup, do kterého se zanášejí útkové niti v časovém sledu s posunem o ¼ pracovní šířky stroje. Útek se zanáší pneumaticky, podobně jako u jednoprošlupních tryskových strojů.
Dosažitelný výkon stroje v m/min. zaneseného útku (údaje z roku 2010): 
- při pracovní šířce 190 cm u plátnové vazby tkaniny = 6000 .
- při 170 cm prac. šířky u kepru = 4100  

### Kruhový víceprošlupní stroj
je popsán v článku Kruhový tkací stroj.

## Z historie víceprošlupních tkacích strojů
- V roce 1897 byl patentován první kruhový víceprošlupní stroj (Sériová výroba strojů na tomto principu existuje ještě v roce 2017) [5]
- V roce 1931 byl v Německu postaven první prototyp rovinného víceprošlupního stroje. Od 60. let minulého století se intenzivně zabývalo asi 5 strojírenských firem v Evropě vývojem rovinného stroje, (patřil k nim i čs. stroj KONTIS). V 70. a 80. letech se zkoušely jejich prototypy v provozních podmínkách,  [6] žádný z nich však neuspěl natolik, aby se daly vyrábět sériově. Na strojích se daly vyrábět jen jednoduché tkaniny (maximálně 4 tkací listy), nedostatky byly také ve stejnoměrnosti tkaniny a ve složitosti obsluhy stroje.
- V roce 1983 byl sestrojen první prototyp bubnového víceprošlupního stroje. Asi o 10 let později se začaly ověřovat skupiny bubnových víceprošlupních strojů ze zkušební série v provozních podmínkách v několika evropských státech (včetně České republiky) a v Číně. [7] Tyto stroje dosahovaly zhruba trojnásobného výkonu oproti moderním konvenčním tkacím strojům a vyhovovaly i požadavkům na jakost tkaniny. Přes investice do vývoje ve výši 150 milionů švýcarských franků se však neprosadily na trhu a vývoj a výroba byly v roce 2005 zastaveny. Investor zdůvodňuje neúspěch projektu zejména tím, že jednoduché tkaniny (pro které byly tyto stroje koncipovány) se dosud dají levněji vyrábět na konvenčních strojích. [8]
- U víceprošlupních  strojů známých z pozdější doby (do roku 2017) se jedná o zařízení s podstatně nižším výkonem, např. ke speciálnímu použití. [9]